# Vulturu (Constanța)
Vulturu é uma comuna romena localizada no distrito de Constanţa, na região de Dobruja. A comuna possui uma área de 71.71 km² e sua população era de 746 habitantes segundo o censo de 2007.